# Chondrorhyncha
Chondrorhyncha is een geslacht met ongeveer dertig soorten orchideeën uit de onderfamilie Epidendroideae
Het zijn kleine epifytische planten uit tropische streken van Zuid-Amerika, Mexico en Cuba, met het zwaartepunt in de warme, vochtige montane regenwouden van de Andes in Colombia.
Chondrorhyncha in de klassieke zin is een polyfyletische groep, nauw verweven met de geslachten Stenia, Kefersteinia, Chaubardiella, Chaubardia, Benzingia en Ackermania, zodat de samenstelling ervan in de toekomst nog kan wijzigen.

## Naamgeving enetymologie
- Synoniem: Warczewiczella Rchb.f. (1852), Warszewiczella Benth. & Hkr.f, Ackermania Dodson & R.Escobar (1993), nom. illeg., Aetheorhyncha Dressler (2005), Daiotyla Dressler (2005), Echinorhyncha Dressler (2005), Euryblema Dressler (2005), Ixyophora Dressler (2005), Stenotyla Dressler (2005)

De botanische naam Chondrorhyncha is een samenstelling van Oudgrieks χόνδρος, chondros (kraakbeen) en ῥύγχος, rhunchos (bek, snavel), naar het snavelvormige rostellum.

## Kenmerken
Chondrorhyncha zijn kleine epifytische planten met een sympodiale groei, zonder of met rudimentaire pseudobulben, twee rijen waaiervormig geplaatste, tot 15 cm lange lijnvormige bladeren, en één korte, okselstandige, liggende of rechtopstaande eenbloemige bloeistengel, met een middelgrote welriekende bloem.
De bloemen zijn niet-geresupineerd en hebben gelijkvormige kelk- en kroonbladen. De laterale kelkbladen vormen een halfopen buis. De bloemlip is eenlobbig, concaaf en rond het gynostemium gebogen, en draagt een basaal, tongvormig callus. Het gynostemium is snavelvormig, ongekield en ongevleugeld, en draagt vier afgeplatte pollinia, door een kort stipum verbonden met een vlak, hartvormig viscidium.

## Taxonomie
Het geslacht Chondrorhyncha werd in 1846 beschreven door John Lindley. Het omvat afhankelijk van de gevolgde taxonomie dertig tot zestig soorten. De typesoort is Chondrorhyncha rosea Lindley (1846).
Recent DNA-onderzoek uit 2005 door Whitten et al. toont aan dat Chondrorhyncha s.l., zoals nu beschreven, een polyfyletische groep is die, samen met soorten van een aantal zeer verwante geslachten zoals Ackermania, Benzingia en Cochleanthes uiteenvallen in acht nieuwe, monofyletische clades:
- Chondrorhyncha s.s. (met de typesoort Chondrorhyncha rosea)
- Aetheorhyncha
- Ixyophora
- Daiotyla
- Benzingia
- Euryblema
- Echinorhyncha
- Stenotyla

Het geslacht Chondrorhyncha sensu stricto is dan een monofyletische groep, beprekt tot Zuid-Amerika en gekenmerkt door bloemlip met een getande callus, een eenvoudig rostellum en een ovaal viscidium zonder stipum, eigenschappen die ongewijzigd zijn overgebleven van de oorspronkelijke voorouder van de hele groep.

### Soortenlijst (Chondrorhynchas.s.)
- Chondrorhyncha fosterae Dodson (1984)
- Chondrorhyncha hirtzii Dodson (1989)
- Chondrorhyncha macronyx Kraenzl. (1920)
- Chondrorhyncha rosea Lindl. (1846)
- Chondrorhyncha suarezii Dodson (1989)
- Chondrorhyncha velastiguii Dodson (1989)

### Soortenlijst (Chondrorhynchas.l.)
- Chondrorhyncha albicans Rolfe (1898)
- Chondrorhyncha anatona (Dressler) Senghas (1990)
- Chondrorhyncha andreae P.Ortiz (1994)
- Chondrorhyncha andreettae Jenny (1989)
- Chondrorhyncha antonii P.Ortiz (1994)
- Chondrorhyncha aurantiaca Senghas & G.Gerlach (1991)
- Chondrorhyncha carinata P.Ortiz (1994)
- Chondrorhyncha crassa Dressler (1983)
- Chondrorhyncha ecuadorensis Dodson (1989)
- Chondrorhyncha fosterae Dodson (1984)
- Chondrorhyncha helleri Fowlie (1971)
- Chondrorhyncha hirtzii Dodson (1989)
- Chondrorhyncha inedita Dressler & Dalström (2004)
- Chondrorhyncha lankesteriana Pupulin (2000)
- Chondrorhyncha lendyana Rchb.f. (1886)
- Chondrorhyncha litensis Dodson (1989)
- Chondrorhyncha luerorum R.Vásquez & Dodson (1998)
- Chondrorhyncha macronyx Kraenzl. (1920)
- Chondrorhyncha maculata Garay (1969)
- Chondrorhyncha manzurii P.Ortiz (2000)
- Chondrorhyncha picta (Rchb.f.) Senghas (1990)
- Chondrorhyncha rosea Lindl. (1846)
- Chondrorhyncha suarezii Dodson (1989)
- Chondrorhyncha thienii (Dodson) Dodson (1984)
- Chondrorhyncha velastiguii Dodson (1989)
- Chondrorhyncha viridisepala Senghas (1989)
- Chondrorhyncha vollesii G.Gerlach (1989)